# Autumn Sky
Albums de Blackmore's Night
Secret Voyage
(2008) A Knight in York
(2012)
Autumn Sky est le huitième album studio du groupe Blackmore's Night . Il est dédié à leur fille Autumn Esmerelda Blackmore, née le 27 mai 2010. Il sort le 3 septembre 2010 en Europe et le 18 janvier 2011 aux États -Unis.
Autumn Sky entre au premier rang des Billboard Charts du New Age.  Il atteint la 13e place en Grèce, la 29e en Finlande, la 36e en Suède, la 43e en Autriche et la 57e en Suisse.  En Russie, il est disque d'or,.   L'album remporte un Zone Music Award pour le meilleur album vocal.

## Analyse des titres
Highland est une reprise du groupe pop suédois One More Time (dont l'un des membres est le fils de Benny Andersson, musicien du célèbre groupe Abba dont Ritchie Blackmore est fan), extrait de son album homonyme de 1992.
Journeyman (Vandraren) est l'adaptation en anglais  de la chanson suédoise Vandraren du groupe Nordman, laquelle a remporté le prix Rockbjörnen award dans la catégorie « chanson suédoise de l'année 1994 ».
Celluloid Heroes est une reprise du groupe britannique de rock The Kinks sortie en 1971 sur son album Everybody's in Show-Biz.
Heal to the Company est une adaptation de la chanson traditionnelle irlandaise Here's A Health To The Company  basée sur la longue histoire d'émigration d'Écosse et d'Irlande.
Barbara Allen s'inspire de la chanson folklorique traditionnelle anglophone qui raconte comment le personnage éponyme nie l'amour d'un homme mourant puis meurt de chagrin peu après sa mort prématurée.
L'édition japonaise contient un titre bonus : Gottlische Devise que Ritchie Blackmore avait enregistré avec le groupe allemand Des Geyers Schwarzer Haufen en 1999 et dont il s'inspirera pour le titre Fires at Midnight de l'abum homonyme de Blackmore's Night sorti en 2001.

## Liste des titres
| No  | Titre                                                                             | Auteur                                                | Durée |
| --- | --------------------------------------------------------------------------------- | ----------------------------------------------------- | ----- |
| 1.  | Highland (reprise de One More Time)                                               | Peter Grönvall, Nanne Nordqvist                       | 5:46  |
| 2.  | Vagabond (Make a Princess of Me)                                                  | Ritchie Blackmore, Candice Night                      | 5:23  |
| 3.  | Journeyman (Vandraren) (Reprise de Nordman traduite en anglais par Candice Night) | Helena Bäckman, Py Bäckman, Håkan Hemlin, Mats Wester | 5:41  |
| 4.  | Believe in Me                                                                     | Blackmore, Night                                      | 4:26  |
| 5.  | Sake of the Song                                                                  | Blackmore, Night                                      | 2:52  |
| 6.  | Song and Dance (Instrumental)                                                     | Blackmore                                             | 1:59  |
| 7.  | Celluloid Heroes (Reprise des Kinks)                                              | Ray Davies                                            | 5:27  |
| 8.  | Keeper of the Flame                                                               | Blackmore, Night                                      | 4:41  |
| 9.  | Night at Eggersberg (Instrumental)                                                | Blackmore                                             | 2:16  |
| 10. | Strawberry Girl                                                                   | Blackmore, Night                                      | 4:05  |
| 11. | All the Fun of the Fayre                                                          | Blackmore, Night                                      | 3:56  |
| 12. | Darkness                                                                          | trad., Blackmore, Night                               | 3:26  |
| 13. | Dance of the Darkness (Instrumental)                                              | trad., Blackmore                                      | 3:33  |
| 14. | Health to the Company                                                             | trad., Blackmore                                      | 4:16  |
| 15. | Barbara Allen                                                                     | trad., Blackmore                                      | 3:46  |

| 16. | Gottlische Devise | trad., Blackmore | 3:36 |

## Musiciens
- Ritchie Blackmore : guitares, tambour renaissance, nyckelharpa, vielle à roue, mandole, mandoline
- Candice Night : voix, chœurs, penny whistle, gemshorn, rauschpfeife, chalemies, bombardes, chanterelles, flûtes à bec
- Bard David of Larchmont (David Baranowski[15]):- claviers, choeurs
- Gypsy Rose (Elizabeth Cary[16]) : violon, chant d'harmonie
- Earl Grey of Chimey (Mike Clemente[17]) : basse et guitare rythmique
- Squire Malcolm of Lumley (Malcolm Dick[18]) : percussions et batterie
- Albert Danneman : voix et bois de la Renaissance
- Pat Regan's Orchestral Consort : orchestre

## Production
- Producteur : Pat Regan
- Mastering : Brad Vance

## Classements
| Charts (2010)                         | Position |
| ------------------------------------- | -------- |
| Finlande                              | 29       |
| Suède                                 | 36       |
| Autriche                              | 43       |
| Suisse                                | 57       |
| Grèce                                 | 13       |
| Billboard Top New Age Charts          | 1        |
| German Albums Chart                   | 15       |
| German LP-Downloads Chart             | 16       |
| Russian Albums Chart[réf. nécessaire] | 8        |